# 西國寺

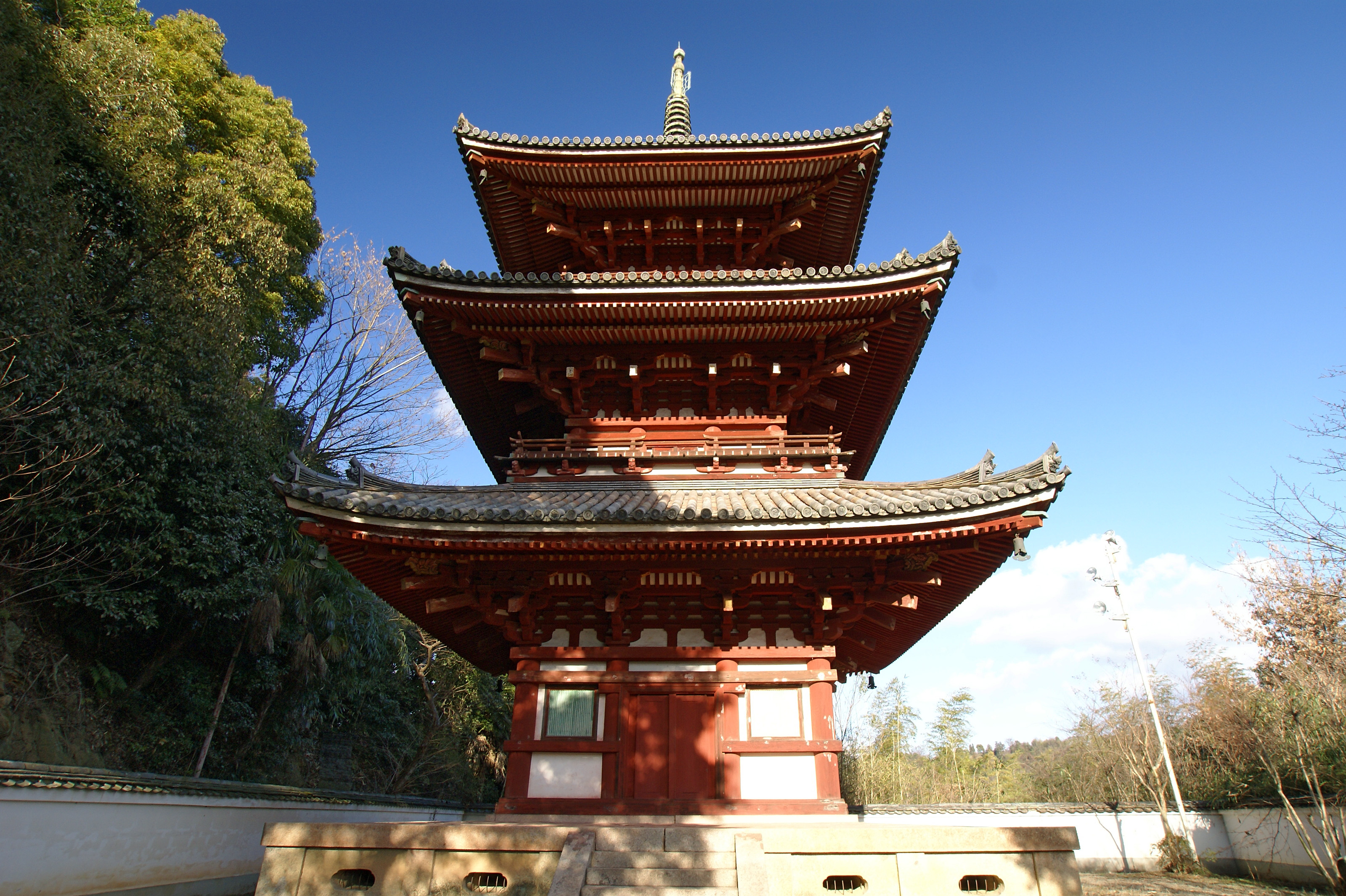
三重塔

西國寺（さいこくじ）は広島県尾道市にある寺院。真言宗醍醐派大本山である。山号は摩尼山、院号は総持院。本尊は薬師瑠璃光如来坐像（国の重要文化財）で秘仏である。中国三十三観音霊場特別霊場、中国四十九薬師霊場第十六番札所、山陽花の寺二十四か寺第十九番札所、備後三十三観音霊場第六番札所である。

## 歴史
寺伝によれば奈良時代の天平年間（729年 - 749年）行基が巡国中にこの地で加茂明神の霊夢を見たことにより建立されたという。『西國寺由来記』によれば、平安時代初期の治暦2年（1066年）火災により堂宇の大半を焼失したが、白河天皇の勅命により、当時の住職・慶鑁によって復興された。永保元年（1081年）には愛宕山の山麓から中腹にかけて巨大な伽藍が完成した。永保2年（1082年）白河天皇の祈願所となった。さらに天仁元年（1108年）には法皇となった白河上皇により勅願寺となり、官寺として100を超える末寺を持った。山陽道随一の伽藍を誇り、正和元年（1312年）花園天皇の綸旨を受け寺院の名称を西國寺とした。現在においてもなお、数ある尾道市の寺院の中で最大の規模を誇っている。
南北朝時代の永和年間（1375年 - 1378年）に、再び火災により焼失した。備後国の守護大名であった山名氏が寺院の復興にあたり、至徳3年（1386年）には、早くも金堂が復興し現在にその姿を留めている。三重塔は永享元年（1429年）室町幕府6代将軍足利義教の寄進により建立され現在に至っている。
宗派は一時、醍醐派より分かれ真言宗西國寺派の総本山を称していたが、現在は醍醐派に帰属している。

## 文化財
重要文化財（国指定）
- 金堂
至徳3年（1386年）備後国守護大名山名氏により建立。大正2年（1913年）4月14日指定。
- 三重塔
永享元年（1429年）足利義教の寄進により建立。大正2年（1913年）4月14日指定。
- 木造薬師如来坐像
平安時代後期の作品[2]。像高91cm。金堂内陣須弥壇に安置されている西國寺の本尊で秘仏である。讃岐国善通寺より迎えたとの伝承がある。明治32年（1899年）8月1日指定。
- 木造釈迦如来立像
鎌倉時代の作品。快慶作との伝承があるが実際の作者は不明。客殿脇間に安置されている。明治32年（1899年）8月1日指定。
- 銅製五鈷鈴（梵釈四天王鈴） - 唐時代
- 金銅五鈷鈴（附:金銅五鈷杵、金銅金剛盤） - 鎌倉時代
- 錫杖 - 宋時代

広島県指定重要文化財
- 仁王門
江戸時代初期の慶安元年（1648年）に建立。この寺のシンボルである2mの大草鞋が吊されている。昭和44年（1969年）4月28日指定。

西國寺旧蔵の文化財
- 紫紙金字金光明最勝王経10巻（奈良国立博物館蔵、国宝）
聖武天皇の時代に各国の国分寺に納めた、いわゆる「国分寺経」の遺品。備後国分寺にあったもので、西國寺の所蔵であったが、第二次大戦後、国有となった（現在は国立文化財機構の所有）。

## アクセス
交通案内
- JR尾道駅よりおのみちバス(市内本線東行き) 西国寺バス停下車 徒歩5分
- 山陽自動車道尾道IC下車　南東へ約20分

## 前後の札所
中国三十三観音霊場
9 浄土寺 -- 特別霊場 西國寺 -- 10 千光寺
山陽花の寺二十四か寺
18 明王院 -- 19 西國寺 -- 20 千光寺